# Maxime Gonalons
Maxime Gonalons, né le 10 mars 1989 à Vénissieux, est un ancien footballeur international français qui évoluait au poste de milieu de terrain.

## Biographie

### Carrière en club

#### Olympique lyonnais (2009-2017)
À l'Olympique lyonnais depuis 2000, Maxime Gonalons fait toutes ses classes avec les équipes de jeunes puis avec la réserve de l'OL. Avec la réserve, où il officie comme capitaine, Gonalons gagne notamment le championnat de France des réserves.
Atteint d'un staphylocoque doré en juillet 2008, Gonalons risque de se faire amputer de la jambe et passe à deux doigts de la septicémie, mais il finit par guérir. Lors de l'été 2009, il est repéré par l'entraîneur Claude Puel qui lui fait signer son premier contrat professionnel. Il intègre ainsi l'équipe première de l'Olympique lyonnais pour la saison 2009-2010 et fait sa première apparition en tant que professionnel lors du match retour du tour préliminaire de la Ligue des champions contre le RSC Anderlecht. 
Il dispute son premier match de Ligue 1 le 12 septembre 2009 face à Lorient en tant que titulaire et son premier match en phase de groupes de la Ligue des champions le 29 septembre 2009, en rentrant à la 57e minute de jeu face au club hongrois de Debrecen (victoire de l'Olympique lyonnais 0-4). 

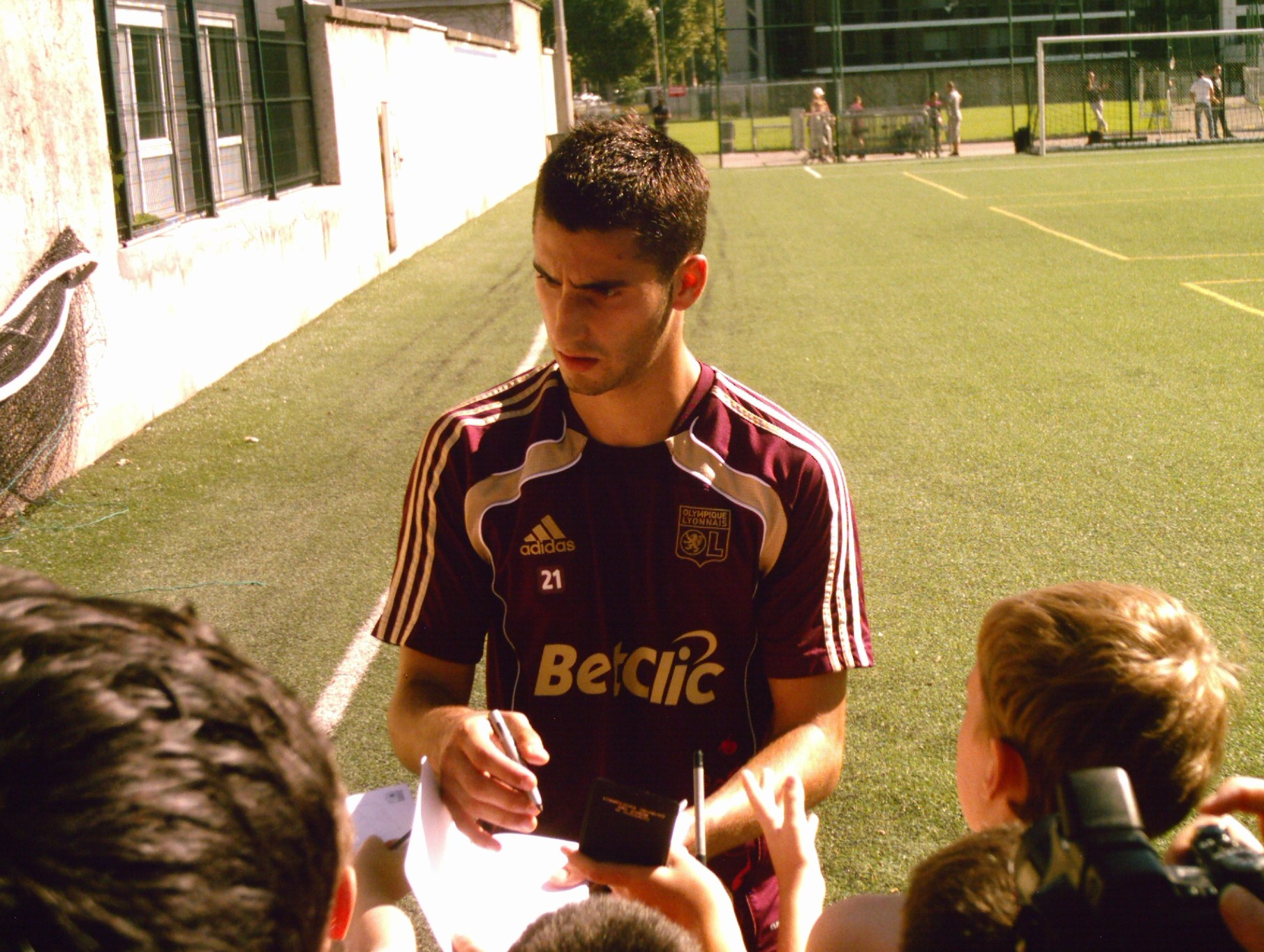
Maxime Gonalons signant des autographes en 2010

Le 20 octobre 2009, il marque son premier but en Ligue des champions lors de la rencontre face à Liverpool pour sa deuxième apparition dans cette compétition, après avoir remplacé Cris en défense centrale à la 43e minute. Son but égalisateur, inscrit d'une tête plongeante à la 72e minute de jeu, lui vaut le titre d'homme du match après la victoire de l'OL (2-1).
Dans le même temps, Gonalons est appelé pour la première fois en équipe de France espoirs. Il fait ses débuts en sélection le 13 novembre 2009 lors d'un match amical face à la Tunisie.
Le 25 janvier 2010, Maxime Gonalons prolonge son contrat avec l'OL jusqu'en 2014. 
Lors des matchs de préparation avant le début de la saison 2011-2012, il est le joueur le plus utilisé par le nouvel entraîneur Rémi Garde. Pour la première journée de Ligue 1 de la saison 2011-2012, il marque le troisième but lyonnais, contribuant à la victoire de son équipe sur l'OGC Nice (3-1). Avec l'arrivée de Rémi Garde, il devient titulaire indiscutable lors de la saison 2011-2012.
Le 7 octobre 2011, il prolonge son contrat jusqu'en juin 2016, alors même que de grands clubs européens tels que Naples et le Real Madrid s'intéressent à lui. Le 7 décembre 2011, il marque un but lors de la victoire exceptionnelle (7-1) de son équipe sur la pelouse du Dinamo Zagreb, participant à la neuvième qualification consécutive de l'OL pour les huitièmes de finale de la Ligue des champions.
Le 18 avril 2012, il joue son centième match avec le maillot de l'OL contre Toulouse, match qui se solde par une lourde défaite 3-0.
Le 28 avril 2012, il remporte son premier trophée professionnel avec l'Olympique lyonnais. Il est en effet l'un des artisans principaux de la victoire (1-0) de l'équipe en finale de Coupe de France face à l'US Quevilly, club de National.
Il est pour la première fois capitaine de l'Olympique lyonnais le 28 juillet 2012, à l'occasion du Trophée des champions 2012 face au Montpellier HSC, en remplacement de Lisandro López, touché au mollet droit, et devant Cris qui n'est plus le second choix de Rémi Garde. Il remporte ainsi son premier titre en tant que capitaine à la suite de la victoire des Lyonnais aux tirs au but (2-2, 2-4tab). Il prend de nouveau le brassard de capitaine à l'occasion de la première journée du championnat de France 2012-2013 face au Stade rennais (victoire 0-1) le 11 août 2012, Lisandro López commençant la rencontre sur le banc. Il devient ainsi officiellement vice-capitaine de l'OL.
Il s'impose dans l'effectif de Rémi Garde au point d'être constamment titulaire avec Lyon depuis le début de la saison 2012-2013.
Promu capitaine après que Lisandro a rendu le brassard début janvier 2013, Gonalons étrenne son nouveau statut dès la 20e journée de championnat lors du match contre Troyes au Stade de l'Aube. La rencontre se solde par une victoire lyonnaise (2-1) grâce notamment à l'ouverture du score de Gonalons (de la tête) dès la 11e minute de jeu.

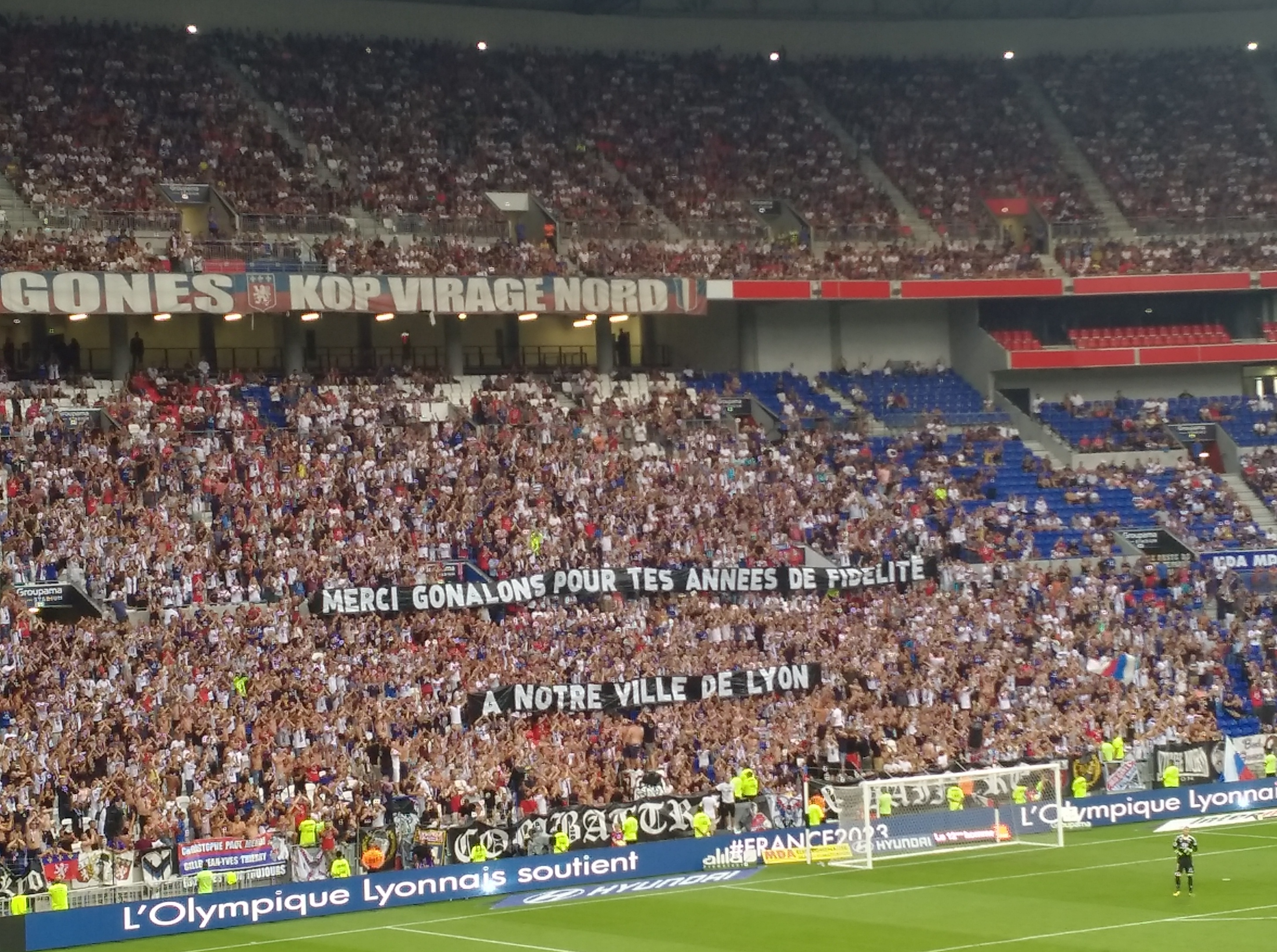
Banderoles en hommage à Maxime Gonalons, lors du premier match de la saison 2017-2018 après son départ de l'Olympique lyonnais.

#### L'Italie et l'Espagne (2017-2022)
Le 30 juin 2017, il s'engage à l'AS Roma pour 5 millions d'euros. L'expérience de Maxime Gonalons à la Roma n'aura pas été fructueuse. Le milieu de terrain français quitte déjà la Louve, seulement un an après l'avoir rejoint, et s'en va du côté du FC Séville.  En une saison, l'ancien Lyonnais n'aura jamais réussi à s'imposer dans la capitale italienne. Il n'aura disputé que 16 rencontres de Serie A pour 12 titularisations et n'aura débuté que 3 matches de Ligue des champions. Gonalons vient donc renforcer un secteur de jeu déjà bien pourvu avec les présences de Banega, Amadou, Roque Mesa ou encore Ganso.
Il est prêté lors de la saison 2018-2019 au FC Séville. Maxime Gonalons connaît un nouveau coup d'arrêt après une première blessure au péroné de la jambe droite au mois de septembre 2018. Victime d'une fracture de la malléole gauche à l'entrainement en novembre 2018, il est absent au moins trois mois.
Il revient en Liga espagnole lors de la saison 2019-2020, toujours sous forme de prêt, au Grenade CF, s'acclimatant mieux au football ibérique.
Auteur de 19 matches de Liga et de 6 matches de Coupe du Roi cette saison, avec une demi-finale à la clé, Maxime Gonalons continuera de porter les couleurs de Granada lors de l'exercice 2020/2021.
Le milieu international français de 31 ans, qui était prêté à Grenade la saison dernière par l'AS Roma, avec une option d'achat, est désormais lié au club espagnol jusqu'en 2023. Il disputera la Ligue Europa avec le club andalou la saison prochaine,.

#### Retour en France (2022-2024)
Le 1er juillet 2022, Maxime Gonalons s'engage avec le Clermont Foot 63 pour deux saisons plus une en option. Il y rejoint notamment son ancien coéquipier à l'Olympique lyonnais, Mehdi Zeffane.
Le 15 octobre 2024, il annonce prendre sa retraite sportive à l'âge de 35 ans,,.

### Carrière en sélection (2011-2015)
Le 9 novembre 2011, à la suite du forfait de Samir Nasri, il est appelé pour la première fois par Laurent Blanc en équipe de France pour les deux matchs amicaux face aux États-Unis et la Belgique qui se jouent le 11 et le 15 novembre au Stade de France.
Le 11 novembre 2011, face aux États-Unis, il entre avant l'heure de jeu et honore ainsi sa première cape (victoire 1-0 sur les États-Unis) avec le numéro 11.
Le 15 août 2012, pour le premier match du nouveau sélectionneur de l'équipe de France, Didier Deschamps, face à l'Uruguay, Maxime Gonalons est sélectionné, et dispute l’intégralité du match.
Il est réserviste parmi les joueurs de l'équipe de France retenus pour la Coupe du monde de football 2014 au Brésil.
Il joue le dernier match de la saison 2014-2015 face à l'Albanie.

## Statistiques détaillées

### Parcours professionnel
| Saison                | Club                  | Championnat           | Championnat | Championnat | Championnat | Coupe nationale | Coupe nationale | Coupe nationale | Coupe de la Ligue | Coupe de la Ligue | Coupe de la Ligue | Supercoupe | Supercoupe | Supercoupe | Compétition(s) continentale(s) | Compétition(s) continentale(s) | Compétition(s) continentale(s) | Compétition(s) continentale(s) | France | France | France | Total | Total | Total |
| Saison                | Club                  | Division              | M.          | B.          | P.d.        | M.              | B.              | P.d.            | M.                | B.                | P.d.              | M.         | B.         | P.d.       | Comp.                          | M.                             | B.                             | P.d.                           | M.     | B.     | P.d.   | M.    | B.    | P.d.  |
| 2009-2010             | Olympique lyonnais    | Ligue 1               | 15          | 1           | 0           | 1               | 0               | 0               | 2                 | 0                 | 0                 | -          | -          | -          | C1                             | 9                              | 1                              | 0                              | -      | -      | -      | 27    | 2     | 0     |
| 2010-2011             | Olympique lyonnais    | Ligue 1               | 23          | 0           | 1           | -               | -               | -               | 1                 | 0                 | 0                 | -          | -          | -          | C1                             | 4                              | 0                              | 1                              | -      | -      | -      | 28    | 0     | 2     |
| 2011-2012             | Olympique lyonnais    | Ligue 1               | 35          | 1           | 1           | 5               | 0               | 0               | 4                 | 0                 | 0                 | -          | -          | -          | C1                             | 8                              | 1                              | 0                              | 2      | 0      | 0      | 54    | 2     | 1     |
| 2012-2013             | Olympique lyonnais    | Ligue 1               | 35          | 3           | 0           | 1               | 0               | 0               | -                 | -                 | -                 | 1          | 0          | 0          | C3                             | 6                              | 1                              | 0                              | 4      | 0      | 0      | 47    | 4     | 0     |
| 2013-2014             | Olympique lyonnais    | Ligue 1               | 36          | 0           | 1           | 2               | 0               | 0               | 4                 | 0                 | 0                 | -          | -          | -          | C1+C3                          | 4+8                            | 0+1                            | 0                              | -      | -      | -      | 54    | 1     | 1     |
| 2014-2015             | Olympique lyonnais    | Ligue 1               | 35          | 1           | 2           | 2               | 0               | 0               | 1                 | 0                 | 0                 | -          | -          | -          | C3                             | 4                              | 1                              | 0                              | 2      | 0      | 0      | 44    | 2     | 2     |
| 2015-2016             | Olympique lyonnais    | Ligue 1               | 33          | 0           | 0           | 3               | 0               | 0               | 1                 | 0                 | 0                 | 1          | 0          | 0          | C1                             | 5                              | 0                              | 1                              | -      | -      | -      | 43    | 0     | 1     |
| 2016-2017             | Olympique lyonnais    | Ligue 1               | 30          | 1           | 1           | 2               | 0               | 0               | -                 | -                 | -                 | 1          | 0          | 0          | C1+C3                          | 6+6                            | 0                              | 0+1                            | -      | -      | -      | 45    | 1     | 2     |
| Sous-total            | Sous-total            | Sous-total            | 242         | 7           | 6           | 16              | 0               | 0               | 13                | 0                 | 0                 | 3          | 0          | 0          | -                              | 60                             | 5                              | 3                              | 8      | 0      | 0      | 342   | 12    | 9     |
| 2017-2018             | AS Roma               | Serie A               | 16          | 0           | 1           | 1               | 0               | 0               | -                 | -                 | -                 | -          | -          | -          | C1                             | 6                              | 0                              | 1                              | -      | -      | -      | 23    | 0     | 2     |
| Sous-total            | Sous-total            | Sous-total            | 16          | 0           | 1           | 1               | 0               | 0               | -                 | -                 | -                 | -          | -          | -          | -                              | 6                              | 0                              | 1                              | -      | -      | -      | 23    | 0     | 2     |
| 2018-2019             | Séville FC (prêt)     | Liga                  | 10          | 0           | 0           | -               | -               | -               | -                 | -                 | -                 | -          | -          | -          | C3                             | 3                              | 1                              | 0                              | -      | -      | -      | 13    | 1     | 0     |
| Sous-total            | Sous-total            | Sous-total            | 10          | 0           | 0           | -               | -               | -               | -                 | -                 | -                 | -          | -          | -          | -                              | 3                              | 1                              | 0                              | -      | -      | -      | 13    | 1     | 0     |
| 2019-2020             | Grenade CF (prêt)     | Liga                  | 19          | 0           | 0           | 6               | 1               | 1               | -                 | -                 | -                 | -          | -          | -          | -                              | -                              | -                              | -                              | -      | -      | -      | 25    | 1     | 1     |
| 2020-2021             | Grenade CF            | Liga                  | 25          | 0           | 0           | -               | -               | -               | -                 | -                 | -                 | -          | -          | -          | C3                             | 15                             | 0                              | 0                              | -      | -      | -      | 40    | 0     | 0     |
| 2021-2022             | Grenade CF            | Liga                  | 25          | 0           | 2           | -               | -               | -               | -                 | -                 | -                 | -          | -          | -          | -                              | -                              | -                              | -                              | -      | -      | -      | 25    | 0     | 2     |
| Sous-total            | Sous-total            | Sous-total            | 69          | 0           | 3           | 6               | 1               | 1               | -                 | -                 | -                 | -          | -          | -          | -                              | 15                             | 0                              | 0                              | -      | -      | -      | 90    | 1     | 4     |
| 2022-2023             | Clermont Foot 63      | Ligue 1               | 25          | 1           | 0           | -               | -               | -               | -                 | -                 | -                 | -          | -          | -          | -                              | -                              | -                              | -                              | -      | -      | -      | 25    | 1     | 0     |
| 2023-2024             | Clermont Foot 63      | Ligue 1               | 21          | 1           | 0           | 2               | 0               | 1               | -                 | -                 | -                 | -          | -          | -          | -                              | -                              | -                              | -                              | -      | -      | -      | 23    | 1     | 1     |
| Sous-total            | Sous-total            | Sous-total            | 46          | 2           | 0           | 2               | 0               | 1               | -                 | -                 | -                 | -          | -          | -          | -                              | -                              | -                              | -                              | -      | -      | -      | 48    | 2     | 1     |
| Total sur la carrière | Total sur la carrière | Total sur la carrière | 383         | 9           | 9           | 25              | 1               | 2               | 13                | 0                 | 0                 | 3          | 0          | 0          | -                              | 84                             | 6                              | 4                              | 8      | 0      | 0      | 516   | 16    | 15    |

## Palmarès
- Olympique lyonnais
  - Vainqueur de la Coupe de France en 2012.
  - Vainqueur du Trophée des champions en 2012.
  - Finaliste de la Coupe de la Ligue en 2012 et 2014.
  - Finaliste du Trophée des champions en 2015 et 2016.
  - Vice-champion de France en 2010, 2015 et 2016.

### Vie personnelle
Il est papa de deux garçons.

## Sources
- France football, no 3315 bis, vendredi 23 octobre 2009, p. 28 - Gonalons, 20 ans, né à Anfield